# خالد بن الحارث الهجيمي
خالد بن الحارث بن عبيد بن سليمان بن عبيد بن سفيان بن مسعود بن سكين، أبو عثمان الهجيمي البصري، أحد رواة الحديث النبوي في القرن الثاني. إليه المنتهى في التثبت بالبصرة، وكان أحد العقلاء الدهاة.

## روايته للحديث النبوي
روى عن: أبان بن صمعة، وأشعث بن عبد الله بن جابر الحداني، وأشعث بن عبد الملك الحمراني، وأيوب السختياني، وبشر بن صحار، وثابت بن عمارة، وحاتم بن أَبي صغيرة، وحسين بن ذكوان المعلم، وحصين أبي حبيب البصري، وحميد الطويل، وأبي خلدة خالد بن دينار، وسعيد بن عبيد الله بن جبير بن حية الثقفي، وسعيد بن أبي عروبة، وسفيان الثوري، وسليمان بن علي الربعي، وشعبة بن الحجاج، وعبد الله بن عون، وعبد الحميد بن جعفر، وعبد الرحمن بن عبد الله المسعودي، وعبد الملك بن أَبي سليمان، وعبد الملك بن عبد العزيز بن جريج، وأبي بلال عبد المؤمن بن أَبي شراعة، وعبيد الله بن الحسن العنبري القاضي، وعبيد الله بن عمر العمري، وعثمان بن غياث، وعزرة بن ثابت، وعمران القصير، وعوف الأعرابي، وعيينة بن عبد الرحمن بن جوشن، وقرة بن خالد، وكهمس بن الحسن، والمثنى بن سعيد الضبعي، ومحمد بن عجلان، ومحمد بن عمرو بن علقمة، ومستور بن عباد، وهشام بن حسان، وهشام بن أبي عبد الله الدستوائي، وهشام بن عروة.
روى عنه: أحمد بن حنبل، وأبو الأشعث أحمد بن المقدام العجلي، وأزهر بن جميل، وإسحاق بن راهويه، وإسماعيل بن مسعود الجحدري، وأبو بشر بكر بن خلد ختن المقرئ، والحسن بن عرفة، وهو آخر من روى عنه، والحسن بن قزعة، والحسين بن محمد الذراع، وحميد بن مسعدة، وزيد بن يزيد أبو معن الرقاشي، وسوار بن عبد الله العنبري القاضي، وشعبة بن الحجاج وهو من شيوخه. وعاصم بن النضر الأحول، وعبد الله بن عبد الوهاب الحجبي، وعبد الرحمن بن المبارك العيشي، وعبيد الله بن عمر القواريري، وعبيد الله بن معاذ العنبري، وعلي بن الحسين الدرهمي، وعلي بن المديني، وعمرو بن علي، وغسان بن المفضل الغلابي، وأبو كامل فضيل بن حسين الجحدري، وقيس بن حفص الدارمي، ومحمد بن إبراهيم بن صدران، وأبو بكر محمد بن خلاد الباهلي، ومحمد بن عبد الله الرزي، ومحمد بن عبد الاعلى الصنعاني، ومحمد بن الفضل عارم، وأبو موسى محمد بن المثنى، ومحمد بن معاذ بن عباد العنبري، ومحمد بن هشام بن أبي خيرة السدوسي، ومسدد بن مسرهد، ونصر بن علي الجهضمي، وهريم بن عبد الاعلى، ويحيى بن حبيب بن عربي.

## أقوال العلماء فيه
- قال أحمد بن حنبل: كان خالد يجيء بالحديث كما يسمع، وكان ابن المهدي يجيء بالحديث كما يسمع، وكان وكيع يجهد أن يجيء بالحديث كما يسمع.
- وسئل يحيى بن معين، من أثبت شيوخ البصرة؟ قال: خالد بن الحارث، مع جماعة سماهم.
- وقال أبو زرعة: كان يقال له خالد الصدوق.
- وقال أبو حاتم الرازي: إمام ثقة.[6]
- وقال النسائي: ثقة ثبت.
- وذكره ابن حبان في كتابه الثقات.[7]
- وقال في كتاب مشاهير علماء الأمصار: كان من عقلاء أهل البصرة وساداتهم غير مدافع.[8]
- وقال ابن سعد في طبقاته:كان ثقة.[9]
- وقال الترمذي: ثقة مأمون. سمعت محمد بن المثنى يقول: ما رأيت بالبصرة مثل خالد بن الحارث، ولا بالكوفة مثل عبد الله بن أدريس.
- وقال حماد بن زيد: ذاك الصدوق.[10]
- وقال الآجري: سألت أبا داود عن خالد ومعاذ، فقال: معاذ صاحب حديث، وخالد كثير الشكوك. وذكر فضائله.
- وقال الدارقطني: هو أحد الأثبات.
- وقال شمس الدين الذهبي: كان من أوعية العلم، كثير التحري، مليح الإتقان، متين الديانة.[11]
- وقال ابن حجر العسقلاني: ثقة ثبت.[12]